# Флаг Греции
Флаг Греции (греч. Σημαία της Ελλάδας) представляет собой прямоугольное полотнище с горизонтальными равновеликими чередующимися пятью синими и четырьмя белыми полосами. В крыже помещено изображение прямого (греческого) креста белого цвета. Ширина флага относится к его длине как 2:3. Современный флаг был принят 27 декабря 1978 года.
В разговорном греческом языке из-за цветовой гаммы его часто называют «κυανόλευκη» («кианолефки») или «γαλανόλευκη» («галанолефки»), что означает «сине-белый».

## Символизм и происхождение цветов
Официального толкования цветов греческого государственного флага не существует. Согласно одной из распространённых расшифровок, синий цвет символизирует море и/или небо, белый — морскую пену. Согласно другой трактовке, 9 полос символизируют 9 слогов национального девиза Греции «Ελευθερία ή θάνατος» («Свобода или смерть», Э-леф-те-ри-я и Та-на-тос) и/или 9 букв в слове «Ελευθερία» («свобода»). Также есть версия, что полосы символизируют 9 муз — богинь искусств и наук.
Сочетание белого и синего цветов использовалось ещё в античности. По данным греческих исследователей, впервые комбинация этих цветов была применена на щите древнегреческого героя Ахилла. Под сине-белыми знамёнами выступала армия Александра Македонского. Во времена Византийской империи белый и синий цвет использовались на гербах императорских династий, знатных семей, а также в облачении императора и трона Константинопольского патриарха.

## История

### Античность, Византия
Во времена Древней Греции не существовало государственных флагов как таковых (флаги использовались на флоте для подачи различных сигналов). Вместо них в качестве опознавательных знаков использовались различные эмблемы и символы. Они помещались на щиты и паруса судов, принадлежащих армии того или иного полиса. Первыми «флагами» на территории Греции являлись вексиллумы — военные штандарты, использовавшиеся древнеримской армией. В византийскую эпоху флаги продолжали использоваться в качестве воинских знамён. Они представляли собой квадратное или прямоугольное полотнище с прикреплённым к нему вымпелом. Наиболее значимым из них был лабарум, который использовался византийскими императорами. Из сохранившихся проиллюстрированных источников, в первую очередь из «Мадридских хроник», известно, что на флагах преобладающими цветами были красный и синий. Часто в центре полотнища помещалось изображение креста. На штандартах знатных семей также изображались Христос, Богоматерь и святые.
В XIV веке появился первый государственный флаг Византийской империи, который представлял собой квадратное полотнище, разделённое на четыре равные части. В двух противоположных четвертях располагался красный Георгиевский крест на белом фоне, в две другие было помещено изображение флага Палеологов — последней византийской династии.

### Османское владычество
В период османского владычества греческим сипахам, являющимся христианами, было разрешено использовать свою традиционную символику. До 1619 года они ходили под флагом с изображением креста и Георгия Победоносца, убивающего дракона. Греческие торговые суда ходили под красно-сине-красным триколором. Красный цвет символизировал Османскую империю, а синий — греков. После подписания Кючук-Кайнарджийского мира в 1774 году греческим торговым судам было разрешено выходить в плавание под флагом России. Во время Пелопоннесского восстания против гнёта Османской империи повстанцы использовали белые флаги с голубым Георгиевским крестом. Впоследствии этот флаг стал символом всего революционного движения.

### Принятие государственного флага
15 марта 1822 года указом временного правительства в качестве государственного символа был утверждён флаг, представлявший собой прямоугольное полотнище синего цвета с белым Георгиевским крестом, этим же указом были приняты флаги для военного и торгового флота. В 1828 году было решено, что за пределами Греции должен использоваться флаг с девятью полосами и крестом в крыже (идентичный современному). С установлением в Греции монархии в 1832 году флаг был изменён: в перекрестии было помещено изображение щита, увенчанного короной, также были изменены пропорции и оттенок фона. После отречения первого греческого короля Оттона I с флага был убран королевский щит, осталась только корона. 26 сентября 1867 года королевским указом были определены правила использования и точная конфигурация государственного флага.
После провозглашения Второй Греческой республики 25 марта 1924 года короны были удалены с флага, а потом возвращены вновь с восстановлением монархии. В 1967 году, после того как к власти в Греции пришла хунта «чёрных полковников» во главе с Георгиосом Пападопулосом, флаг в очередной раз подвергся изменениям. Изображение короны навсегда было убрано с флага. В 1969 году флаг, использовавшийся ранее только за пределами Греции, был принят в качестве единственного государственного флага, были изменены лишь пропорции и оттенок фона.
После свержения военной хунты в 1974 году и до 1978 года использовался флаг первых двух греческих республик. В 1978 году был утверждён современный флаг Греции.
- Исторические флаги
- Флаг династии Палеологов
- Флаг Византии при правлении Палеологов
- Флаг православных греческих сипахов (1431—1619)
- Торговый флаг Османской Греции
- Флаг Первой (1822—1829), второй (1924—1935) и третьей (в 1975—1978) Греческой Республики
- Флаг Королевства Греция при Оттоне I
- Флаг Королевства Греция (1862—1924, 1935—1941 и 1944—1970)
- Королевский флаг Греции, использовавшийся на море и за рубежом (1863—1924 и 1935—1973)
- Государственный флаг при «чёрных полковниках»

## Использование
Флаг Греции может использоваться как на суше, так и на море. Использование флага Греции регулирует закон № 851. Согласно ему, государственный флаг вывешивается над зданиями резиденции президента, Парламента, министерств, дипломатических миссий, военных баз и образовательных учреждений. Также флаг Греции может быть использован рядовыми гражданами, но только в дни, определённые Министерством внутренних дел, либо во время проведения спортивных или траурных мероприятий. При вертикальном расположении полотнища крест должен располагаться слева, а при расположении на гробу он должен находиться у изголовья с правой стороны. За нарушение правил по обращению и вывешиванию флага следует административная ответственность, за публичное надругательство над ним (срывание с флагштока, нанесение механических повреждений, загрязнение) — уголовная.

###### Что запрещается делать с флагом
- совершать действия вандального характера;
- покрывать флагом скульптуры, статуи;
- вывешивать с окон или балконов без древка;
- использовать в коммерческих целях;
- использовать в качестве логотипа.

## Цветовые характеристики
В греческом законодательстве не даётся точных цветовых характеристик для изготовления флагов, то есть для их изготовления может быть использован любой оттенок синего цвета — от голубого до тёмно-синего. В самой Греции наиболее часто при изготовлении национального флага применяется особый оттенок синего цвета (тот же оттенок дан в альбоме Французского общества картографии от 2001 года):
| Цветовая модель | Синий              | Белый                 |
| --------------- | ------------------ | --------------------- |
| Pantone         | 286 C              | Safe                  |
| RGB             | 0-93-170 (#005DAA) | 255-255-255 (#FFFFFF) |
| CMYK            | 100-66-0-2         | 0-0-0-0               |
| HSV             | 207,1-100-66,67    | 0-0-100               |
| LAB             | 37, −6, −54        | 100, 0, 0             |